# حسن‌آباد (شیراز)
حسن آباد یک روستا در ایران است که در استان فارس واقع شده‌است. حسن آباد ۵۷۷ نفر جمعیت دارد.